# Éder (football, 1986)
Pour les articles homonymes, voir Éder.
Éder Citadin Martins, tout simplement dit Éder, né le 15 novembre 1986 à Lauro Müller au Brésil, est un footballeur international italien d'origine brésilienne qui joue au poste d'attaquant.
Éder commence sa carrière de footballeur professionnel au Brésil, avec son club formateur Criciúma Esporte Clube, avant de rejoindre l'Italie. Il se révèle en 2010, lors de son deuxième passage au Empoli Football Club, en marquant 27 buts en 42 matches de Serie B.

## Biographie

### Carrière en club

#### Débuts
Éder Citadin Martins a commencé sa carrière professionnelle en 2004 au Criciúma Esporte Clube. Il quitte son club formateur un  an après ses débuts en pro pour rejoindre l'Europe, plus précisément en Italie où il restera suffisamment longtemps pour devenir Italo-Brésilien. Il signe donc à l'Empoli FC, contre 550 mille euros dans l'espoir de gagner en temps de jeu. Il fait ses débuts en Serie A le 18 mars 2007 lors d'une défaite 3 buts à 1 face à la Lazio Rome. Le 16 septembre 2007, il fait ses débuts en Coupe UEFA 2007-2008 face au FC Zurich lors d'une victoire 2 buts à 1. Cette expérience à Empoli se révèle être un échec, Éder ne jouant que 6 matches en 3 saisons.

#### Frosinone
Prêté depuis janvier 2008 à Frosinone Calcio, Éder s'engage en juin 2008 avec Frosinone pour la somme d'1,5 million d'euros. En quête de temps de jeu Éder entame la deuxième moitié de saison 2008-2009 brillamment et joue presque chaque match de sa nouvelle équipe. Il termine sa première saison avec Frosinone avec 6 buts en 19 matches.
Lors de la saison 2008/2009, il explose et se fait remarquer par plusieurs clubs italiens. Il permet non seulement à son équipe de se maintenir, mais il est aussi le deuxième meilleur buteur du championnat. Il totalise 14 buts en 31 matches de championnats.

#### Retour à Empoli
En juillet 2009, Éder retourne dans son ancien club de l'Empoli FC avec qui il s'engage pour 4 ans et contre 2 millions d'euros. 
Comme précédemment, il réussit parfaitement ses débuts avec le club. Le 15 avril 2010, il marque un quadruplé lors d'un match de Série B (dont deux penalty) face à Salernitana (victoire 5-2). Il termine la saison et compte 27 buts en 42 matches à son compteur. Il s'agit de la meilleure saison de sa carrière. Il est ainsi élu meilleur buteur du championnat d'Italie de Série B grâce à ses 27 buts,.

#### Brescia
Le 20 août 2010, il s'engage chez le promu de Série A, Brescia. Le montant de la transaction est estimé à 4 millions d'euros. Au cours de la saison, il s'impose dans l'effectif et dispute presque tous les matches de l'équipe. Il marque son premier but le 12 septembre et participe à la victoire de son équipe face à l'US Palerme. Il termine la saison avec 35 matches joués et 6 buts marqués en championnat. Des résultats qui décevront certains fans à la suite de sa grande saison avec l'Empoli FC. Une nouvelle fois, Éder est signalé sur le départ, une seule saison après son arrivée au club.  

#### Cesena
En 2011, il s'engage à Cesena pour 3 ans en échange de 5 millions d'euros. Peu en réussite, il ne parvient toujours pas à retrouver son niveau des années passées. Il ne termine même pas sa première saison avec Cesena, son club décidant de le prêter avec option d'achat à la Sampdoria Gênes.

#### Sampdoria Gênes
Le 3 juillet 2012, Éder s'engage 5 ans en faveur de la Sampdoria Gênes contre un chèque de 3,5 millions d'euros. Il marque son premier but le 21 avril 2012 lors d'un match nul 1 but partout face à l'AS Vicenza. Il termine sa première saison en Série A avec 7 buts en 30 matches. Une performance qu'il n'avait auparavant jamais réalisée en D1 Italienne. 
C'est lors de la saison 2013/2014 qu'il devient titulaire indiscutable au sein de l'équipe. Il marque de nombreux buts, très importants pour le club, et participe au maintien de l'équipe en Serie A. Il termine sa seconde saison avec 12 buts en 33 matches de championnat, le meilleur total de sa carrière.
Éder prend de l'ampleur lors de la saison 2014/2015, où il commence à enchaîner les bonnes performances. À la fin de la saison il compte 12 buts et 5 passes décisives en 34 matches, et participe à la qualification de son club en Ligue Europa. Alors que les gros clubs italiens et étrangers s'intéressent à Éder depuis une saison, la Sampdoria reçoit une offre de 10 millions d'euros de la part de la Roma. L'offre, bien qu'importante, est vite refusée par le joueur et le club. Le 6 août 2015, il participe à son troisième match en C3 et marque son premier but dans la compétition, face au FK Vojvodina Novi Sad.

#### Inter Milan
Fin janvier 2016, Éder signe à l'Inter de Milan pour cinq ans. Malgré des débuts difficiles avec le club milanais,, Éder débloque son compteur le 23 avril en marquant face à l'Udinese Calcio.

#### Jiangsu Suning (2018-2021)
Le 13 juillet 2018, Éder s'engage avec le club chinois du Jiangsu Suning contre 5M € ainsi qu'un contrat s'étendant jusqu'en 2021.

#### Sao Paulo FC (2021-)
Libre le São Paulo FC le recrute pour la saison 2021. L'attaquant de 34 ans a signé un contrat valable jusqu'au 31 décembre 2022.

### Carrière internationale
Le 28 mars 2015, lors du match opposant la Squadra Azzura contre la Bulgarie, il honore sa première sélection en entrant en jeu à la 58e minute à la place de Simone Zaza, quelques minutes plus tard il inscrit le but de l'égalisation et permet à l'Italie de revenir à 2-2. Il connait sa première sélection en tant que titulaire trois jours plus tard contre l'Angleterre lors d'un match nul 1-1 à la Juventus Stadium à Turin. Le 10 octobre 2015, Éder marque son second but avec la Nazionale à l'occasion d'un match d'éliminatoire pour le Championnat d'Europe. Ce sera lors d'une victoire 3-1 à l’extérieur face à l'Azerbaïdjan. Cette victoire permet à l'Italie de se qualifier pour l'Euro 2016 auquel Éder à l'intention de participer. Fin mai 2016, Éder fait partie des 23 joueurs italiens sélectionnés par Antonio Conte pour l'Euro 2016. Le 17 juin, il inscrit le but de la victoire contre la Suède, à la 89e minute.

## Statistiques

### En club
| Saison                | Club                  | Championnat           | Championnat | Championnat | Coupe(s) nationale(s) | Coupe(s) nationale(s) | Supercoupe | Supercoupe | Compétition(s) continentale(s) | Compétition(s) continentale(s) | Compétition(s) continentale(s) | Ligue d’État | Ligue d’État | Total | Total |
| Saison                | Club                  | Division              | M.          | B.          | M.                    | B.                    | M.         | B.         | Comp.                          | M.                             | B.                             | M.           | B.           | M.    | B.    |
| 2004                  | Criciúma EC           | Serie A               | 1           | 0           | -                     | -                     | -          | -          | -                              | -                              | -                              | -            | -            | 1     | 0     |
| 2005                  | Criciúma EC           | Serie B               | 19          | 5           | -                     | -                     | -          | -          | -                              | -                              | -                              | 10           | 3            | 29    | 8     |
| Sous-total            | Sous-total            | Sous-total            | 20          | 5           | -                     | -                     | -          | -          | -                              | -                              | -                              | 10           | 3            | 30    | 8     |
| 2005-2006             | Empoli FC             | Serie A               | 5           | 0           | 4                     | 0                     | -          | -          | -                              | -                              | -                              | -            | -            | 9     | 0     |
| 2006-2007             | Empoli FC             | Serie A               | -           | -           | -                     | -                     | -          | -          | C3                             | 1                              | 0                              | -            | -            | 1     | 0     |
| Sous-total            | Sous-total            | Sous-total            | 5           | 0           | 4                     | 0                     | -          | -          | -                              | 1                              | 0                              | -            | -            | 10    | 0     |
| 2007-2008             | Frosinone Calcio      | Serie B               | 19          | 6           | -                     | -                     | -          | -          | -                              | -                              | -                              | -            | -            | 19    | 6     |
| 2008-2009             | Frosinone Calcio      | Serie B               | 33          | 14          | 1                     | 0                     | -          | -          | -                              | -                              | -                              | -            | -            | 34    | 14    |
| Sous-total            | Sous-total            | Sous-total            | 52          | 20          | 1                     | 0                     | -          | -          | -                              | -                              | -                              | -            | -            | 53    | 20    |
| 2009-2010             | Empoli FC             | Serie B               | 40          | 27          | 2                     | 0                     | -          | -          | -                              | -                              | -                              | -            | -            | 42    | 27    |
| Sous-total            | Sous-total            | Sous-total            | 40          | 27          | 2                     | 0                     | -          | -          | -                              | -                              | -                              | -            | -            | 42    | 27    |
| 2010-2011             | Brescia Calcio        | Serie A               | 35          | 6           | 1                     | 0                     | -          | -          | -                              | -                              | -                              | -            | -            | 36    | 6     |
| Sous-total            | Sous-total            | Sous-total            | 35          | 6           | 1                     | 0                     | -          | -          | -                              | -                              | -                              | -            | -            | 36    | 6     |
| 2011-2012             | AC Cesena             | Serie A               | 17          | 2           | 2                     | 0                     | -          | -          | -                              | -                              | -                              | -            | -            | 19    | 2     |
| Sous-total            | Sous-total            | Sous-total            | 17          | 2           | 2                     | 0                     | -          | -          | -                              | -                              | -                              | -            | -            | 19    | 2     |
| 2011-2012             | Sampdoria Gênes       | Serie B               | 19          | 5           | -                     | -                     | -          | -          | -                              | -                              | -                              | -            | -            | 19    | 5     |
| 2012-2013             | Sampdoria Gênes       | Serie A               | 30          | 7           | -                     | -                     | -          | -          | -                              | -                              | -                              | -            | -            | 30    | 7     |
| 2013-2014             | Sampdoria Gênes       | Serie A               | 33          | 12          | 1                     | 0                     | -          | -          | -                              | -                              | -                              | -            | -            | 34    | 12    |
| 2014-2015             | Sampdoria Gênes       | Serie A               | 30          | 9           | 1                     | 3                     | -          | -          | -                              | -                              | -                              | -            | -            | 31    | 12    |
| 2015-2016             | Sampdoria Gênes       | Serie A               | 19          | 12          | -                     | -                     | -          | -          | C3                             | 2                              | 1                              | -            | -            | 21    | 13    |
| Sous-total            | Sous-total            | Sous-total            | 131         | 45          | 2                     | 3                     | -          | -          | -                              | 2                              | 1                              | -            | -            | 135   | 49    |
| 2015-2016             | Inter Milan           | Serie A               | 14          | 1           | 1                     | 0                     | -          | -          | -                              | -                              | -                              | -            | -            | 15    | 1     |
| 2016-2017             | Inter Milan           | Serie A               | 33          | 8           | 1                     | 0                     | -          | -          | C3                             | 6                              | 2                              | -            | -            | 40    | 10    |
| 2017-2018             | Inter Milan           | Serie A               | 29          | 3           | 2                     | 0                     | -          | -          | -                              | -                              | -                              | -            | -            | 31    | 3     |
| Sous-total            | Sous-total            | Sous-total            | 76          | 12          | 4                     | 0                     | -          | -          | -                              | 6                              | 2                              | -            | -            | 86    | 14    |
| 2018                  | Jiangsu Suning        | CSL                   | 16          | 11          | -                     | -                     | -          | -          | -                              | -                              | -                              | -            | -            | 16    | 11    |
| 2019                  | Jiangsu Suning        | CSL                   | 24          | 12          | 1                     | 0                     | -          | -          | -                              | -                              | -                              | -            | -            | 25    | 12    |
| 2020                  | Jiangsu Suning        | CSL                   | 20          | 9           | 1                     | 0                     | -          | -          | -                              | -                              | -                              | -            | -            | 21    | 9     |
| Sous-total            | Sous-total            | Sous-total            | 60          | 32          | 2                     | 0                     | -          | -          | -                              | -                              | -                              | -            | -            | 62    | 32    |
| 2021                  | São Paulo FC          | Serie A               | -           | -           | -                     | -                     | -          | -          | CL                             | 2                              | 1                              | 4            | 1            | 6     | 2     |
| Sous-total            | Sous-total            | Sous-total            | -           | -           | -                     | -                     | -          | -          | -                              | 2                              | 1                              | 4            | 1            | 6     | 2     |
| Total sur la carrière | Total sur la carrière | Total sur la carrière | 436         | 149         | 18                    | 3                     | -          | -          | -                              | 11                             | 4                              | 14           | 4            | 479   | 160   |

### Buts internationaux
| 0     | Date | Lieu | Compétition                                                                                              | Résultat                                                                                                 | Adversaire                                                                                               | Détail                                                                                                   | Détail                                                                                                   | Détail                                                                                                   | Sél. |
| ----- | --- | --- | --- | --- | --- | --- | --- | --- | --- |
| 1er   | 28 mars 2015                                                                                             | Stade national Vassil-Levski, Sofia, Bulgarie                                                            | Éliminatoires Euro 2016                                                                                  | N 2-2 | Bulgarie                                                                                                 | 84e | du pied droit                                                                                            | 2-2 | 1re |
| 2e    | 10 octobre 2015                                                                                          | Stade olympique, Bakou, Azerbaïdjan                                                                      | Éliminatoires Euro 2016                                                                                  | V 1-3 | Azerbaïdjan                                                                                              | 11e | du pied droit                                                                                            | 0-1 | 5e |
| 3e    | 17 juin 2016                                                                                             | Stadium municipal, Toulouse, France                                                                      | Premier tour de l'Euro 2016                                                                              | V 1-0 | Suède | 88e | du pied droit                                                                                            | 1-0 | 12e |
| 4e    | 28 mars 2017                                                                                             | Amsterdam ArenA, Amsterdam, Pays-Bas                                                                     | Match amical                                                                                             | V 1-2 | Pays-Bas                                                                                                 | 11e | du pied droit                                                                                            | 1-1 | 21e |
| 5e    | 7 juin 2017                                                                                              | Allianz Riviera, Nice, France                                                                            | Match amical                                                                                             | V 3-0 | Uruguay                                                                                                  | 82e | de la tête                                                                                               | 2-0 | 22e |
| 6e    | 11 juin 2017                                                                                             | Dacia Arena, Udine, Italie                                                                               | Éliminatoires Coupe du monde 2018                                                                        | V 5-0 | Liechtenstein                                                                                            | 74e | du pied droit                                                                                            | 3-0 | 23e |
| Total | 6 buts (5 du pied droit et 1 de la tête), en 26 sélections entre le 28 mars 2015 et le 10 novembre 2017. | 6 buts (5 du pied droit et 1 de la tête), en 26 sélections entre le 28 mars 2015 et le 10 novembre 2017. | 6 buts (5 du pied droit et 1 de la tête), en 26 sélections entre le 28 mars 2015 et le 10 novembre 2017. | 6 buts (5 du pied droit et 1 de la tête), en 26 sélections entre le 28 mars 2015 et le 10 novembre 2017. | 6 buts (5 du pied droit et 1 de la tête), en 26 sélections entre le 28 mars 2015 et le 10 novembre 2017. | 6 buts (5 du pied droit et 1 de la tête), en 26 sélections entre le 28 mars 2015 et le 10 novembre 2017. | 6 buts (5 du pied droit et 1 de la tête), en 26 sélections entre le 28 mars 2015 et le 10 novembre 2017. | 6 buts (5 du pied droit et 1 de la tête), en 26 sélections entre le 28 mars 2015 et le 10 novembre 2017. | 6 buts (5 du pied droit et 1 de la tête), en 26 sélections entre le 28 mars 2015 et le 10 novembre 2017. |

## Palmarès

### Jiangsu Suning
- Champion de Chine en 2020.

### São Paulo FC
- Campeonato Paulista en 2021

### Distinctions personnelles
- Meilleur buteur de Serie B en 2010 (27 buts)[6]
- Homme du match contre la Suède lors de l'Euro 2016[28]